# ريك أبوداكا
ريك أبوداكا (بالإنجليزية: Rick Apodaca) مواليد 1 يوليو 1980 في نيو جيرسي، هو لاعب كرة سلة من بورتوريكو بدأ مسيرته الاحترافية في سنة 2000. يبلغ طوله 6 قدم 3 بوصة (1.9 م). حقق المركز الثالث مرتين في بطولة أمم الأمريكتين لكرة السلة مع منتخب بلاده.

## الميداليات
| الميدالية | المسابقة                             |
| --------- | ------------------------------------ |
| برونزية   | بطولة أمم الأمريكتين لكرة السلة 2003 |
| برونزية   | بطولة أمم الأمريكتين لكرة السلة 2007 |

## روابط خارجية
- ريك أبوداكا على موقع الاتحاد الدولي لكرة السلة (الإنجليزية)
- ريك أبوداكا على موقع كرة السلة الأوروبية.كوم (الإنجليزية)
- ريك أبوداكا على موقع كلية كرة السلة في سبورتس رفرنس.كوم (الإنجليزية)
- ريك أبوداكا على موقع ريلجم (الإنجليزية)
- ريك أبوداكا على موقع بروبوليرز (الإنجليزية)
- ريك أبوداكا على موقع سبورتس رفرنس (الإنجليزية)
- ريك أبوداكا على موقع سبورتس رفرنس (الإنجليزية)
- ريك أبوداكا على موقع أوليمبيديا (الإنجليزية)